# Nakrycie

Nakrycie zbioru w otoczeniu można sobie wyobrażać jako rzutowanie duplikatów otoczenia zawartych w zbiorze na otoczenie

Nakrycie (nakrycie rzutowe) – funkcja ciągła {\displaystyle p} z przestrzeni topologicznej {\displaystyle Y} do przestrzeni topologicznej {\displaystyle X,} taka że każdy punkt w {\displaystyle X} ma otoczenie otwarte {\displaystyle U} równomiernie pokryte na skutek działania funkcji {\displaystyle p} (precyzyjna definicja jest podana niżej).
Przestrzeń {\displaystyle Y} nazywa się przestrzenią nakrywającą.
Przestrzeń {\displaystyle X} nazywa się przestrzenią bazową (bazą).
Nakryciem uniwersalnym nazywamy nakrycie, którego przestrzeń nakrywająca {\displaystyle Y} jest jednospójna.
Nakrycia pełnią ważną rolę w teorii homotopii, analizie harmonicznej, geometrii Riemanna i topologii różniczkowej.

## Definicja formalna nakrycia
Nakrycie – ciągła surjekcja {\displaystyle p\colon Y\to X,} taka że dla każdego {\displaystyle x\in X} istnieje przestrzeń dyskretna {\displaystyle A} oraz otoczenie {\displaystyle U\ni x,} że przeciwobraz otoczenia {\displaystyle U} w odwzorowaniu {\displaystyle p,} tj. {\displaystyle p^{-1}(U),} oraz {\displaystyle U\times A} są homeomorficzne. Nakrycie jest lokalnym homeomorfizmem.

## Definicja włókna
Włóknem nad punktem {\displaystyle x\in X} nazywa się zbiór, który jest przeciwobrazem punktu {\displaystyle x} dla odwzorowania {\displaystyle p,} tj.
{\displaystyle Y_{x}=p^{-1}(x).}

## Definicja krotności włókna
Moc {\displaystyle n=|Y_{x}|} włókna nad punktem {\displaystyle x} nazywa się krotnością nakrycia w punkcie {\displaystyle x.} Krotność jest funkcją lokalnie stałą.

## Definicja nakrycian-krotnego
Gdy baza {\displaystyle X} nakrycia jest przestrzenią spójną, krotność jest funkcją stałą, a nakrycie nazywane jest nakryciem n-krotnym.

## Przykład
Rozpatrzmy okrąg jednostkowy {\displaystyle \mathbf {S} ^{1}\subset \mathbf {R} ^{2}.} Odwzorowanie {\displaystyle p\colon \mathbf {R} \to \mathbf {S} ^{1},} gdzie
{\displaystyle p(t)=(\cos t,\sin t)}
jest nakryciem, w którym każdy punkt {\displaystyle \mathbf {S} ^{1}} ma włókno nieskończone. Odwzorowanie {\displaystyle p} jest nakryciem uniwersalnym, gdyż przestrzeń pokrywająca {\displaystyle \mathbf {R} } – zbiór liczb rzeczywistych – jest jednospójna.